# 近江正俊
近江 正俊（おうみ まさとし、1925年 - 1984年10月24日）は、日本のアナウンサー。
東京都出身。開成中学校を経て拓殖大学南洋語学科卒業（1946年）。父は日蓮宗僧職。

## 来歴・人物
幼少期から他民族の地・マレー半島での労働とマレーのハリマオや南十字星に単純に憧れてゴム園での労働と異民族の近江自身が加わって「善意に満ちた東亜協栄体」を作りたくて開成中学校を経て拓殖大学に入学。マレー語の取得に最適した頭の柔い時期が、戦争の真最中で、敵性語の時代となり大学は勤労動員ばかりとなり、陸軍戦車二等兵で本土用決戦場の穴掘り中に敗戦を迎える。
1950年、日本放送協会（NHK）に入局（同期には酒井広、鶴田全夫）、名古屋中央放送局で勤務の後、1952年3月にラジオ東京（KR→KRT。後のTBS）へ経験者採用により移籍。
主にスポーツ実況や朗読番組を担当。ラジオ東京に移籍後、同時期にNHK大阪中央放送局からラジオ東京に移籍した小坂秀二と共に、同局初のスポーツ中継「巨人対毎日定期戦」（後楽園球場）を担当（小坂は1952年3月12日の担当、近江は13日の担当）、草創期のラジオ東京におけるスポーツ放送を支えた。
また、1959年4月10日には皇太子・美智子ご成婚パレード中継の実況を担当した。
1963年11月1日より報道局ニュース部、1965年12月に報道局解説室委員兼ニュース部へ配属の後、1967年11月15日のアナウンサー研修室設置に伴い同委員へ就任した（報道局解説室委員との兼任）。1970年7月よりラジオ本部アナウンサー研修室（1969年11月14日にアナウンサー研修室から組織変更）改めラジオ本部アナウンス室のみの所属となる。
ソフトな話術、的確な表現で定評の報道・スポーツアナウンサーとして、1968年から1975年は夕方の全国テレビニュース『JNNニュースコープ』メインキャスターを務めた他、アナウンス室付部長、ラジオ本部次長兼アナウンス室長も務める。
1976年3月、ラジオ本部のみの所属となりアナウンス職から離れ、同年9月に「多民族国家の中でアジア人として生きたい」との幼少期の夢を実践すべくTBSの勇退制度に応じて退社。
1977年7月よりインドネシアのスラバヤ・アイルランガ大学へ国際交流基金派遣日本語教師として赴任。
1980年3月、網膜剥離による眼底出血で左の視力を突然失い治療の為日本に帰国するが、手術も成功せず5月末に再びスラバヤへ。11月、日本に帰国。その後、白血病で療養生活を送る。
1984年10月24日、心不全で死去。満59歳没。

## 詳細情報

### 出演番組
※特記ない限り、KR移籍後のもの。
- 大相撲中継（NHK、KR→KRT）
  - 1953年9月にテレビ試験放送で小坂とともに実況を担当（解説：天龍三郎）[29]。
  - 1955年5月15日…テレビ中継開始当時の実況担当（他の担当は小坂と吉川久夫。解説は秀ノ山）[30]
  - ラジオ中継（1953年9月場所 - 1956年3月場所[31]、1959年11月場所[31] - 1963年?）
- プロ野球中継
  - NHKプロ野球（タイトルは1995年以降のもの）
  - TBSラジオ エキサイトベースボール（タイトルは2006年以降のもの）
  - 侍プロ野球（TBSテレビ。タイトルは2012年以降のもの）
- プロボクシング中継
  - ラジオ中継
  - 東洋チャンピオンスカウト（テレビ。1958年開始当時の実況担当。他の担当は吉川と鶴田全夫）[32]
- 連続小説（ラジオ。1953年）[13]
- シートンの動物記（ラジオ。1955年）[13]
- 百八人の豪傑（ラジオ。1957年）[13]
- 里見八犬伝（ラジオ。1958年）[13]
- 話の巣箱（ラジオ。1960年）[13]
- 栄光の背番号3 長嶋茂雄物語（ラジオ。1975年）[13]
- お仕事はなんでしょう（テレビ。1956年）[13]
- 私は知りたい（テレビ。1959年）[13]
- 百万人のゴルフ（テレビ。1959年）[13]
- JNNニュースコープ（テレビ。1965年[13]、メインキャスター：1968年10月 - 1969年9月…金 - 日曜担当、1969年10月 - 1975年3月…土・日曜担当）

### 出演映画
- 或日の草むら（1956年）解説[33]
- 東京よいとこ（1957年1月9日、東宝）アナウンサー 役
- 大学の侍たち（1957年9月22日、東宝）アナウンサー 役

## ビブリオグラフィ

### 著書
- 『脱サラ 50歳からの人生 日本語教師のインドネシア日記』日本交通公社出版事業局、1979年1月10日。全国書誌番号:79005485NDLJP:12178963。
- 雷電と踊った男（1981年3月、テン・プリント）NCID BA7623637X

### 雑誌記事
- 近江正俊「「五十にして立つ」話 戦争で実現できなかったマレー移住の夢をいまこそ果たしたい」『文藝春秋』第55巻第1号、文藝春秋、1977年10月、332-338頁。
- 近江正俊「定年克服シリーズ3 優待制で転進した元TBS幹部の手記」『マネジメント』第36巻第13号、日本能率協会、1977年12月、ISSN 0287-5799、全国書誌番号:00022593。
- 近江正俊「表紙裏エッセイ 心情交流をめざして」『国際交流』第6巻第22号、国際交流基金、1980年1月、ISSN 0385-230X、全国書誌番号:00027967。
- 近江正俊「おとしよりの心 「母。おこづかい」」『ホームヘルパー』第124号、日本ホームヘルパー協会、1981年5月、9頁、全国書誌番号:00027967。